# Municipio de Washington (condado de Lehigh)
El municipio de Washington  (en inglés: Washington Township) es un municipio ubicado en el condado de Lehigh en el estado estadounidense de Pensilvania. En el año 2000 tenía una población de 6.588 habitantes y una densidad poblacional de 107.5 personas por km².

## Geografía
El municipio de Washington se encuentra ubicado en las coordenadas 40°44′59″N 75°37′30″O / 40.74972, -75.62500.

## Demografía
Según la Oficina del Censo en 2000 los ingresos medios por hogar en la localidad eran de $50,587 y los ingresos medios por familia eran $55,332. Los hombres tenían unos ingresos medios de $35,340 frente a los $26,967 para las mujeres. La renta per cápita para la localidad era de $19,980. Alrededor del 5,1% de la población estaban por debajo del umbral de pobreza.